# Hydnum rufescens
L'Hydnum rufescens o Hydnum umbilicatum è un fungo molto apprezzato e ricercato della famiglia delle Hydnaceae al pari del congenere Hydnum repandum, con cui viene spessissimo confuso.

È conosciuto ai più con l'appellativo volgare di "steccherino" o di "spinarolo", per via degli aculei presenti sotto il cappello.

## Descrizione della specie

### Cappello
Da 3 a 10 cm, raramente anche più grande; spesso circolare ma a volte irregolare, convesso e poi piano oppure ondulato; con cuticola liscia di colore giallo-ocra, aranciato, finanche rosso chiaro.

### Aculei
Fitti, fragili, adnati al gambo; a volte decorrenti per un tratto brevissimo.

### Gambo
Da 2 a 8/10 cm, slanciato, qualche volta tozzo, pieno; bianco candido da giovane, più spesso di colore giallo-arancio.

### Carne
Bianca, soda, fragile, anche molto friabile; di colore bianco oppure leggermente carnicino, ingiallente.
- Odore: gradevole, fungino.
- Sapore: dolce, con retrogusto amarognolo più marcato rispetto al congenere H. repandum.

### Spore
Bianco-crema in massa, ellissoidali.

## Habitat
In genere fruttifica solitario, ma non di rado è gregario e forma piccoli gruppi; molto raramente forma i cosiddetti cerchi delle "streghe", anche di numerosissimi gruppi.

Estate-autunno, anche in tardo autunno; sia in boschi di aghifoglie che di latifoglie.

## Commestibilità
Commestibile ottimo ma richiede una lunga cottura, come l'H. repandum.

Poco cotto può risultare indigesto e causare gastralgie oppure problemi intestinali, come diarrea o meteorismo di poca rilevanza.
Si presta bene alla conservazione sott'olio.

## Specie simili
- Cantharellus cibarius (ottimo commestibile), che però possiede "pseudolamelle" sotto il cappello e non "aculei".
- Hydnum repandum (ottimo commestibile, ben cotto), i cui aculei sono decorrenti anziché adnati.

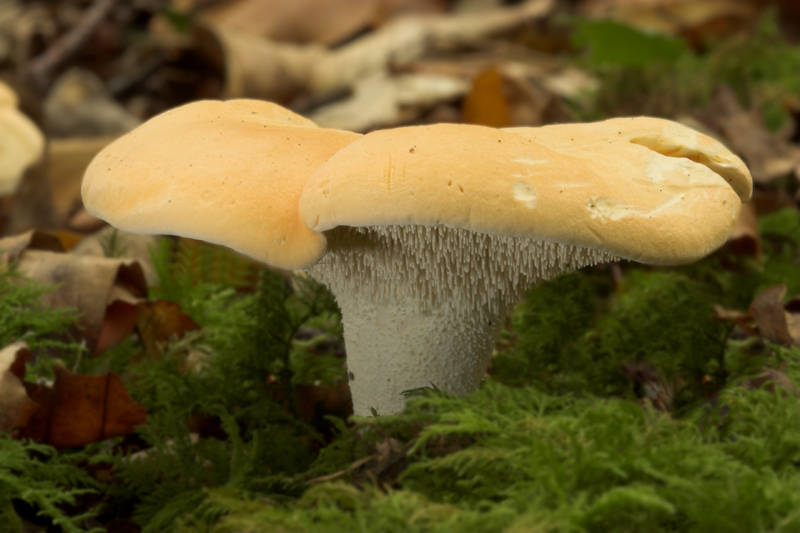
Hydnum repandum In evidenza gli aculei decorrenti
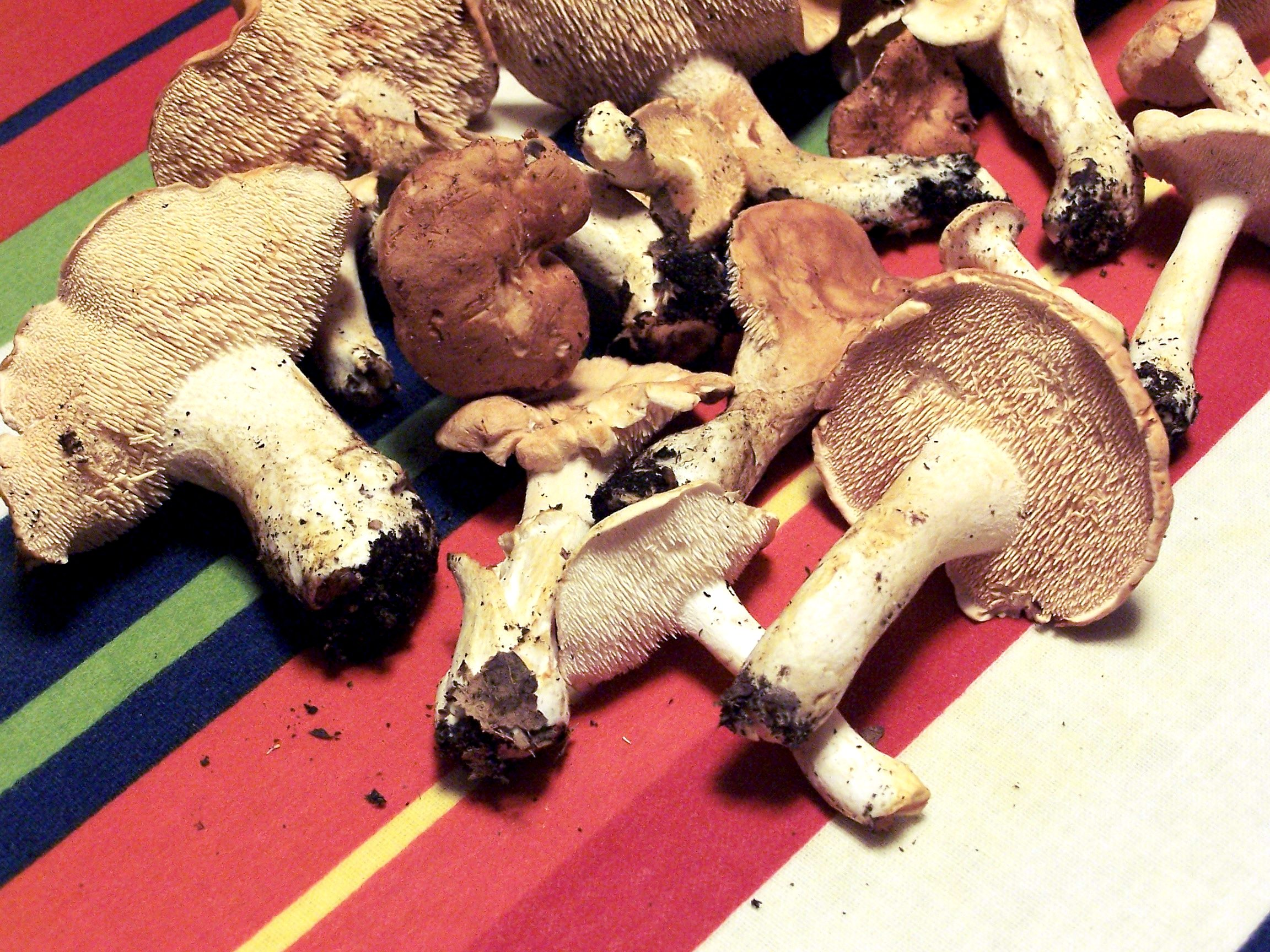
Hydnum rufescens

## Curiosità
- Numerose le opinioni circa la commestibilità dell'H. rufescens;  alcuni testi lo giudicano un discreto commestibile a causa dell'amarezza, altri invece lo reputano eccellente. La cosa certa è che richiede una cottura e pulizia adeguata, avendo cura di eliminare tutti gli aculei dell'imenio. Taluni lo considerano, al pari dell'Hydnum repandum, un fungo pesante e di difficile digestione.

## Nomi comuni
- Falso galletto
- Carpignolo o carpignolo rosso
- Gallinaccio
- Spinarolo
- Spinet
- Steccherino
- Steccherino aranciato

## Etimologia
dal latino rufescens = tendente al rosso, per il colore del cappello di tonalità più o meno vinate.
- Wikimedia Commons contiene immagini o altri file su Hydnum rufescens